# 小酒井円葉
小酒井 円葉（こさかい かずは、1996年8月14日 - ）は、日本の女優・元子役である。セグンドソル所属。大阪府出身。身長153cm、体重45kg。

## 出演

### テレビドラマ
- 逃亡者おりん（2006年 - 2007年、テレビ東京）
- 日本歴史大賞
- ちりとてちん（2009年、NHK）
- 私が子どもだったころ
- おみやさん（2009年、テレビ朝日系）
- トライアングル（2009年、関西テレビ） - 葛城サチ（幼少） 役
- ウェルかめ（2009年、NHK） - 浜本波美（幼少期） 役
- ピロートーク〜ベッドの思惑〜（2012年、関西テレビ） - 山本恵理子（高校時代） 役
- ごちそうさん（2014年、NHK） - 沢田ハナ 役

### 映画
- ヨシモト100選
- ニセ札 (2009年)
- 明日へ 戦争は罪悪である (2017年) - 杉原初子 役

### CM
- ガンバファミリーTVショッピング
- 滋賀銀行
- ビエラ（クリスマス用）